# Georg Franz Merck

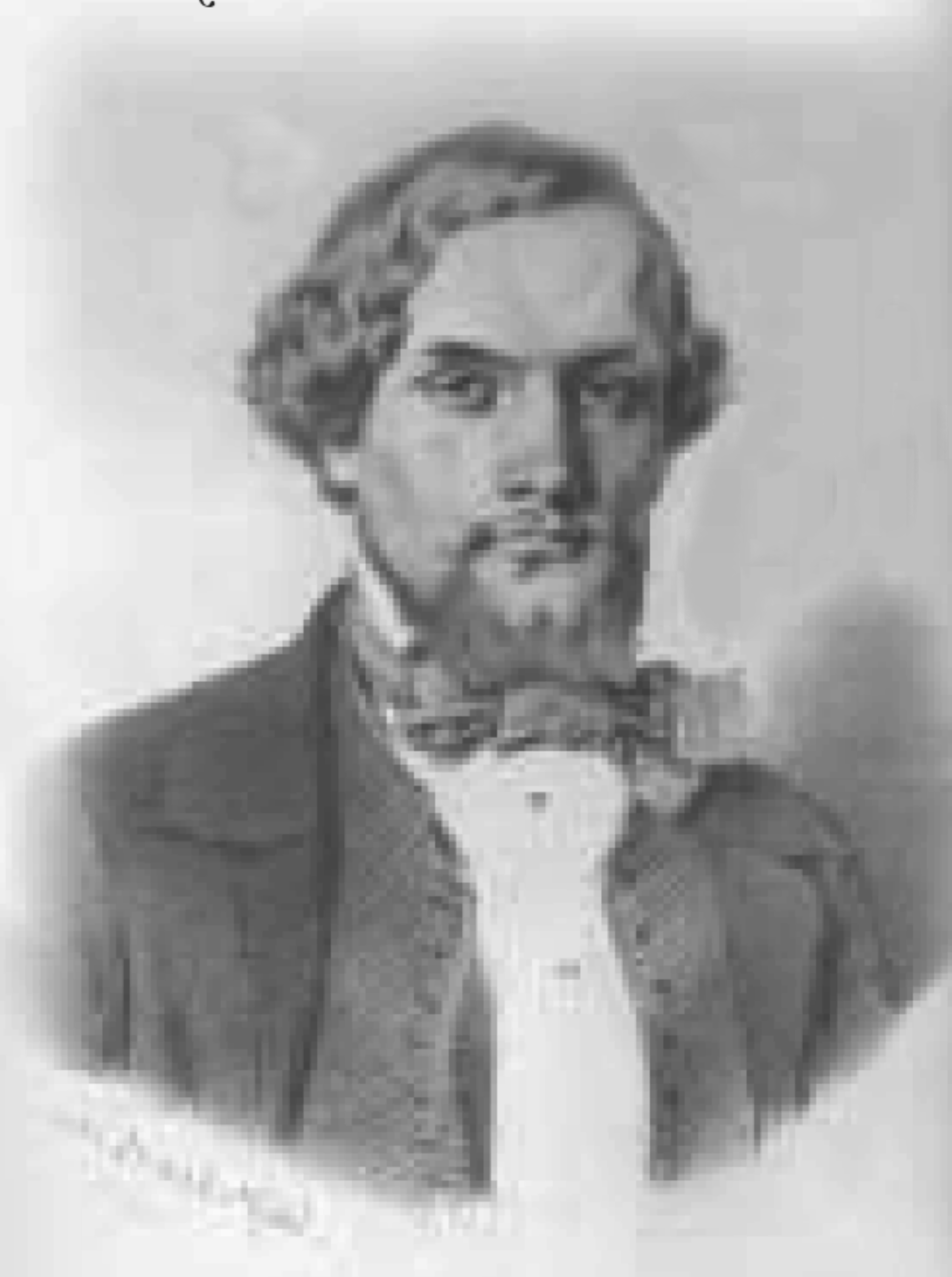
Merck bei Liebig in Gießen

Georg Franz Merck (* 20. Januar 1825 in Darmstadt; † 18. März 1873) war ein deutscher Chemiker und Unternehmer.

## Leben
Georg Franz Merck war der Sohn von Heinrich Emanuel Merck und dessen Frau Magdalena, geborene Hoffmann (1797–1877), aus Darmstadt. Nach dem Besuch eines Darmstädter Gymnasiums ging er auf eine höhere Gewerbeschule der Stadt. 1840 begann er in Speyer in der Apotheke von Georg Friedrich Walz eine Apothekerlehre. Er arbeitete danach als Gehilfe teils in der väterlichen Engel-Apotheke und in anderen großen Apotheken verschiedener Städte.
1845 ging er nach London an das Royal College of Chemistry, wo er bei August Wilhelm Hofmann Chemie studierte. Er ging dann nach Gießen, wo er 1847 Schüler von Justus von Liebig und 1848 promoviert wurde. Aus Rückständen der Opiumgewinnung entdeckte Merck dort das Alkaloid Papaverin, dem er auch diesen Namen gab. Später legte er noch das pharmazeutische Staatsexamen ab und übernahm die Mercksche Engel-Apotheke. Dort widmete er sich im Wesentlichen den wirtschaftlichen Aspekten, auch der Firma E. Merck.
Seinen Nachruf schrieb A. W. von Hofmann 1873 in den Berichten der Deutschen Chemischen Gesellschaft.
Georg Franz Merck war mit Anna, geborene Schenck (1830–1908), aus Darmstadt verheiratet. Mit ihr hatte er fünf gemeinsame Kinder: Anna (1853–1952), Emanuel „Menes“ August (1855–1923), Carl (1857–1858), Willy (1860–1932) und Elisabeth (1862–1947).